# Rue Stendhal
La rue Stendhal est une voie du 20e arrondissement de Paris, en France.

## Situation et accès
La rue Stendhal est une voie publique située dans le 20e arrondissement de Paris. Elle débute place Saint-Blaise et se termine au 190, rue des Pyrénées.

## Origine du nom

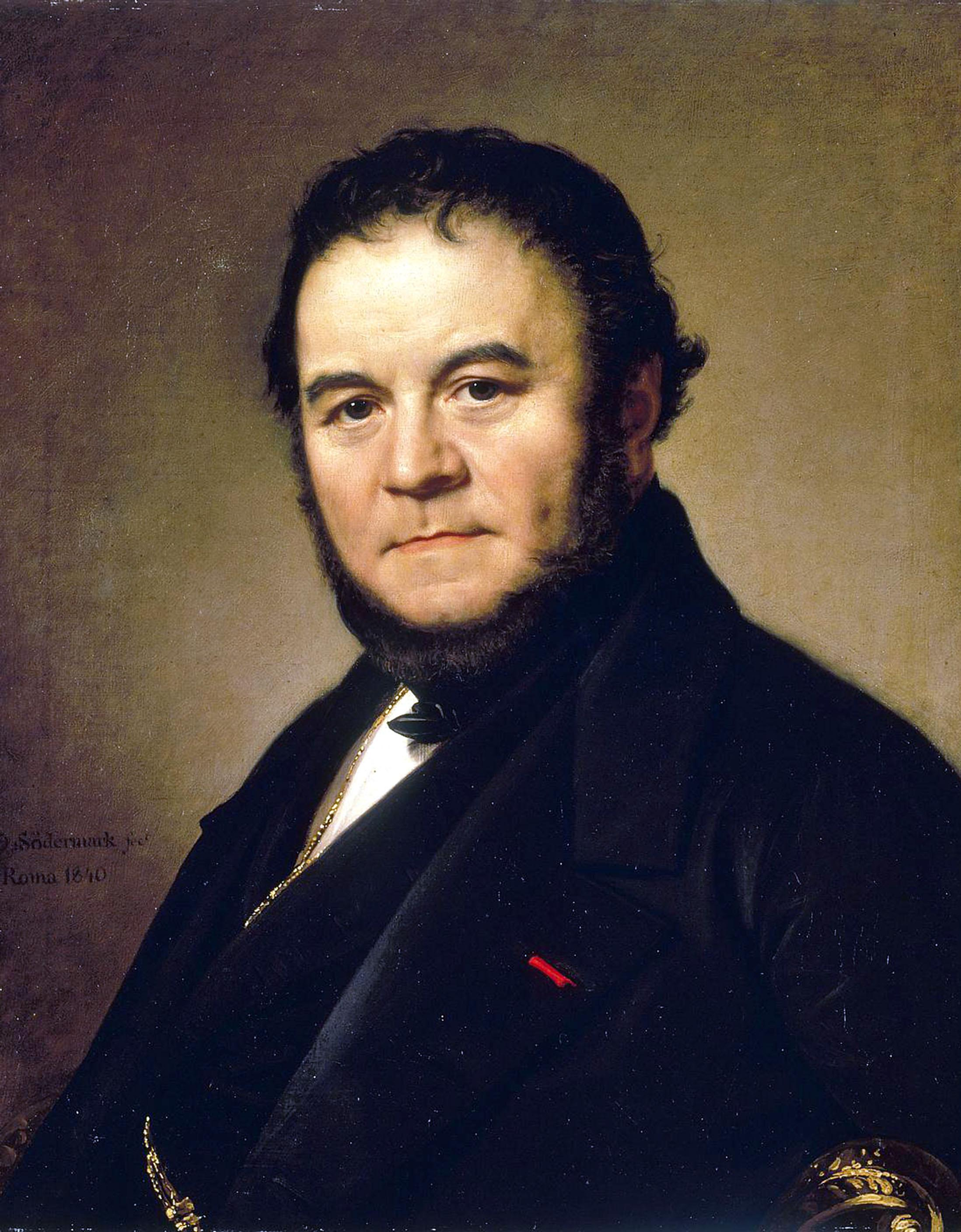
Stendhal.

Elle porte le nom du littérateur français Marie Henri Beyle dit Stendhal (1783-1842).

## Historique
Indiquée à l'état de sentier sur le plan de Jacoubet de 1836, cette rue s'appelait « rue des Audriettes » entre la rue des Pyrénées et le passage Stendhal, et « rue du chemin de ronde du Père-Lachaise » entre le passage Stendhal et la rue Lisfranc. Cette dernière partie a pris sa dénomination actuelle par un décret du 10 février 1875.